# Маја Лукић
Маја Лукић српска је позоришна, телевизијска и филмска глумица.

## Биографија
Маја је глуму дипломирала на Факултету драмских уметности у Београду у класи професорке Гоце Марић. На позоришном фестивалу Нушићеви дани за улогу Каролине у позоришној представи Каролина Нојбер награђена је Нушићевом плакетом. Игра у позоришту Бошка Бухе, а активна је и у Ваљевском позоришту. Поред глуме у позоришту снима и филмове. Најпознатија је по улози Марије у филму Проклети пас.

## Филмографија
| Год.     | Назив        | Улога       |
| -------- | ------------ | ----------- |
| 2010.-те |              |             |
| 2013.    | Грандфадер   | Девојка     |
| 2013.    | Херој        |             |
| 2016.    | Пар и непар  |             |
| 2017.    | Проклети пас | Марија      |
| 2020.-те |              |             |
| 2021.    | Небеса       | проститутка |